# Kelpo Gröndahl
Kelpo Olavi Gröndahl (ur. 28 marca 1920 w Pori, zm. 2 sierpnia 1994 tamże) – fiński zapaśnik. Dwukrotny medalista olimpijski.
Walczył w obu stylach, jednak medale olimpijskie zdobywał w klasycznym. Pierwszy – srebrny – zdobył w Londynie w 1948. Cztery lata później wywalczył złoty krążek olimpijski. W 1953 został wicemistrzem świata. Wielokrotnie był mistrzem Finlandii (w obu stylach).

## Starty olimpijskie
Londyn 1948
- styl klasyczny do 87 kg – srebro

Helsinki 1952
- styl klasyczny do 87 kg – złoto